# فلقوراوات
الفلقوراوات (الاسم العلمي: Fulgorinae) هي أسرة من الحشرات تتبع فصيلة الفلقورية من الرتبة نصفيات الأجنحة.

## الأجناس
- الفلقورة (الاسم العلمي:Fulgora)
- Cathedra
- Diareusa
- Odontoptera
- Phrictus
- Pyrops
- Saiva
- Sinuala
- Zanna